# Gene Roth
Eugene Oliver Edgar Stutenroth, auch Gene Roth oder Eugene Stutenroth (* 8. Januar 1903 in Redfield, South Dakota; † 19. Juli 1976 in Los Angeles, Kalifornien) war ein US-amerikanischer Schauspieler.

## Leben
Gene Roth wurde am 8. Januar 1903 Eugene Oliver Edgar Stutenroth als jüngster von drei Söhnen in Redfield geboren. Seine Eltern waren der Deutsche Eugene Stutenroth und die Schwedin Anna Christina Olsen. Roth wurde gemeinsam mit seinen beiden Brüdern von der Mutter aufgezogen. Der Vater hatte sie verlassen, als Eugene zwei Jahre alt war. Roth besuchte die West High School in Minneapolis, die er im Jahr 1920 abschloss. Seine ersten Rollen als Schauspieler hatte er am Anfang der 20er Jahre in Stummfilmen. Roth arbeitete in dieser Zeit als Kino-Manager oder baute und installierte Orgeln. Im Jahr 1943 ging er nach Hollywood, Kalifornien, um seine Schauspielkarriere fortzusetzen. Oft spielte er bedrohlich wirkende böse Jungs, wie in der Slapstickkomödie The Three Stooges oder Typen aus der Arbeiterklasse Typen, hartgesottene Justizbeamte. Er arbeitete mehr als zwei Jahrzehnte sowohl in Kino- als auch in Fernsehproduktionen mit. Nach seinem Ausscheiden aus Filmbranche Anfang der 70er Jahre betätigte sich Roth als Drogerieangestellter.
Roth war viermal verheiratet und Vater von drei Kindern. Das Leben von Roth endete am 19. Juli 1976 im Alter von 73 Jahren auf tragische Weise durch einen Verkehrsunfall, als der eine Straße in Los Angeles überquerte. Der Unfallverursacher beging Fahrerflucht.

## Filmografie (Auswahl)
- 1943: The Strange Death of Adolf Hitler
- 1944: The Hitler Gang
- 1945: Stairway to Light (Kurzfilm)
- 1945: Stimme aus dem Jenseits (Strange Illusion)
- 1946: Der Bandit und die Königin (The Bandit of Sherwood Forest)
- 1947: Abgekartetes Spiel (Framed)
- 1948: Die rauhen Reiter der furchtlosen Legion (The Gallant Legion)
- 1948: Der Superspion (A Southern Yankee)
- 1948: Flucht nach Nevada (Four Faces West)
- 1949: Dunked in the Deep
- 1949: Zorro im Wilden Westen (Ghost of Zorro)
- 1949: Überfall auf Expreß 44 (The Last Bandit)
- 1949: Sie ritten mit Jesse James (The Younger Brothers)
- 1950: Der Baron von Arizona (The Baron of Arizona)
- 1950: Ladung für Kapstadt (Cargo to Capetown)
- 1951: Apachenschlacht am schwarzen Berge (Oh! Susanna)
- 1951: Captain Video: Master of the Stratosphere
- 1951: Von Gier besessen (Inside Straight)
- 1951: Fernruf aus Chicago (Chicago Calling)
- 1952: Fargo
- 1952: Meuterei auf dem Piratenschiff (Mutiny)
- 1952: Die Schönste von Montana (Montana Belle)
- 1952: Stärker als Ketten (Carbine Williams)
- 1952: Endstation Mars (Red Planet Mars)
- 1953: Die Nacht vor dem Galgen (Count the Hours)
- 1954: Prinz Eisenherz (Prince Valiant)
- 1954: Casino Royale
- 1958: Die Rache der schwarzen Spinne (Earth vs. the Spider)
- 1960: Der Turm der schreienden Frauen (Tormented)
- 1960: Cimarron
- 1961: Haut den Herkules (The Three Stooges Meet Hercules)
- 1962: Das war der Wilde Westen (How the West Was Won)
- 1963: Das Gift des Bösen (Twice-Told Tales)
- 1965: Die größte Geschichte aller Zeiten (The Greatest Story Ever Told)